# Slag bij Sphacteria
De Slag bij Sphacteria vond plaats in 425 v.Chr., als onderdeel van de Peloponnesische Oorlog.

## Achtergrond
Het eiland Sphacteria was in handen van de Spartanen sinds de Tweede Messenische Oorlog. Tijdens de Peloponnesische Oorlog, wist de Atheense bevelhebber Demosthenes (niet verwarren met de beroemde redenaar) de vesting Pylos, gelegen aan noordzijde van de Baai van Navarino, in te nemen en tegen Spartaanse aanvallen te verdedigen. Daarop bezetten 420 Spartaanse hoplieten onder Epitadas het eiland Sphacteria, maar ze werden door het Atheense leger in het nauw gedreven. Toen de Spartanen kwamen met een vredesvoorstel, overreedde de Atheense leider Cleon de volksvergadering van Athene om het aanbod hooghartig af te slaan. De Spartanen op het eiland werden hierna 20 dagen lang belegerd. Thucydides heeft het verloop van deze Atheense belegering nauwkeurig beschreven.

## De slag
Kort voor de slag was door een vuur alle bebossing op het eiland platgebrand. Dit was erg in het voordeel van de Atheners aangezien de kleinere Spartaanse strijdmacht zich niet meer kon verstoppen. De Atheners landden op het noordpunt van het eiland, waar een kleine buitenpost stond waar een heel klein aantal Spartanen de wacht hield, maar zij werden de keel overgesneden. De overige Spartaanse troepenmacht stelde zich op om slag te leveren tegen de Atheense hoplieten. Ze werden echter omsingeld door lichte eenheden (peltasten, slingeraars en boogschutters) en bekogeld. De Spartanen konden hierdoor geen uitval doen omdat ze dan altijd een vijand in hun rug zouden hebben en ze zouden de lichte troepen, die vanop afstand konden aanvallen, toch niet kunnen inhalen. Als de Spartanen hierna zouden terugkeren, zouden deze lichte troepen de aanval hervatten. Toen de lichte troepen zagen dat er al flink wat slachtoffers in de Spartaanse gelederen waren. Ze storten zich onder luid geschreeuw op de Spartanen. De Spartanen, die daar niet aan gewend waren, werden in verwarring gebracht en sloegen op de vlucht en verscholen zich in een fort (nog gedeeltelijk zichtbaar), op een 150 meter hoge heuvel van het eiland. De Messeense generaal Komon vroeg aan Demosthenes om met een eenheid boogschutters en lichtgewapenden een pad langs de kust te zoeken om de Spartanen in de rug aan te vallen. De Spartanen, die geen soldaten hadden willen opofferen voor de uitkijk op deze kant, werden volledig verrast toen de troepenmacht achter hen opdook. Ze waren omsingeld door een overmacht, verzwakt door vermoeidheid en honger en konden nergens heen. De Spartaanse generaal Epitadas sneuvelde in de veldslag, zijn vervanger Styphon raakte zwaargewond. Demosthenes gaf hen de kans om zich over te geven en maakte gijzelaars van de Spartanen.

## Gevolgen
Na deze slag namen de Atheners ook het eiland Kythera in, dit eiland was belangrijk voor Sparta omdat ze via dit eiland handel konden drijven met Egypte. De Atheners konden dit eiland goed gebruiken als uitvalsbasis om naar Sicilië te kunnen gaan. Door deze twee tegenslagen op rij begon het zelfvertrouwen van de Spartanen te zakken.
Deze slag had een grote invloed omdat deze aantoonde dat de 'onoverwinnelijke' Spartaanse hoplieten toch konden verslagen worden. Hierdoor kwamen sommige Heloten in opstand. Aangezien de Atheners nu ook gijzelaars hadden, konden de Spartanen geen rooftocht meer houden in Attica.
Aan deze Atheense overwinningszege hadden hulptroepen van Messenische vluchtelingen uit Naupactus in belangrijke mate bijgedragen. Het overwinningsmonument van deze geslaagde actie is bewaard gebleven: het is de zogenaamde Niké van Paionios, in het heiligdom van Olympia gewijd door de Messeniërs die in de slag hadden meegestreden.